# Kingdom Builder
Kingdom Builder — стратегічна настільна гра, розроблена Дональдом Ваккаріно, вперше опублікована у 2011 році компанією Queen Games з ілюстраціями Олівера Шлеммера. Гра була видана в німецькій, британській та міжнародних версіях (англійською, французькою, нідерландською, іспанською та німецькою мовами).
Kingdom Builder — це гра на будівництво, де кожен гравець створює королівство, розміщуючи будинки поселенців у різних локаціях. Переможцем стає гравець, який набере найбільше золота. Однак золото присуджується лише наприкінці гри згідно з трьома наборами правил, які випадковим чином визначаються на початку гри. Попри прості правила, кожна партія розігрується по-різному завдяки випадковому вибору секцій ігрового поля (чотири з восьми) та правил підрахунку очок (три з десяти), удачі при витягуванні карт і конкуренції за ресурси. Після свого виходу гра отримала нагороду Spiel des Jahres 2012 року та посіла сьоме місце у рейтингу Deutscher Spiele Preis 2012 року.

## Ігровий процес
Базова гра має вісім різних секцій ігрового поля, кожна з яких складається з 100 гексагонів місцевості. П'ять типів місцевості підходять для будівництва: каньйон, пустеля, квіткове поле, ліс і трава Чотири типи місцевості не підходять для будівництва: замок, «локація», гора та вода. На початку гри випадково обираються чотири секції ігрового поля, які утворюють квадратне ігрове поле. Також обираються три випадкові карти Kingdom Builder, які пояснюють правила отримання золота в цій грі. Наприклад, одна карта Kingdom Builder може присуджувати золото за поселення біля гір, тоді як інша — за поселення, розташовані в горизонтальній лінії. Крім того, кожен гравець отримує по три золотих за кожне замкове поле, яке прилягає до одного або більше його поселень.
Хід кожного гравця складається з:
- Обов'язкової дії: активний гравець показує карту місцевості, витягнуту в попередньому ході, та розміщує три жетони поселень[2] на незайняті гексагональні клітинки цього типу місцевості згідно з правилами будівництва.
- Додаткової дії: за кожен жетон локації, який гравець отримав у попередніх раундах, він може виконати додаткову дію (наприклад, розмістити додаткове поселення або перемістити існуюче) перед або після обов'язкової дії.
- Збирання жетонів локацій: коли гравець будує поселення поруч з гексагоном локації, він негайно бере жетон цієї локації, якщо він ще доступний і гравець не взяв його раніше.
- Завершення ходу: гравець відкидає свою карту місцевості й тягне нову карту для наступного ходу.

Гра завершується після того, як один із гравців розмістить своє останнє поселення. Після цього кожен гравець підраховує своє золото за кількома методами. Гравець з найбільшою кількістю золота виграє.

## Доповнення
До гри було випущено кілька доповнень. Вони містять нові секції ігрового поля, нові локації та додаткові способи розширити своє королівство і отримати золото під час та після гри.
- Nomads (2012): Містить чотири нові секції ігрового поля з чотирма новими типами локацій та новими місцями кочівників, які замінюють замки[3]. Гравець, який будує поселення поруч з місцем кочівників, отримує випадковий жетон кочівників, який забезпечує одноразову додаткову дію в наступному ході. Доповнення також містить три нові карти Kingdom Builder та компоненти для п'ятого гравця.
- Crossroads (2013): Містить чотири нові секції ігрового поля з вісьмома новими типами локацій, шість карт завдань, 10 жетонів воїнів і п'ять жетонів кораблів, ратуш і фургонів[3]. Ці нові жетони використовуються завдяки силам, наданим новими жетонами локацій. Випадково обрані карти завдань надають додаткові способи заробити золото, наприклад, оточити локацію або замок власними поселеннями.
- Marshlands (2016): Містить чотири нові секції ігрового поля з чотирма новими типами локацій та новий тип місцевості — болото, шість нових карт Kingdom Builder та п'ять карт болотної місцевості[3]. Це доповнення також замінює замки на палаци, які дають п'ять золотих гравцеві з найбільшою кількістю поселень поруч із палацом.
- Harvest (2017): Містить чотири нові секції ігрового поля, вісім нових локацій, нові силосні місця та новий тип місцевості — сільськогосподарські угіддя, шість нових карт Kingdom Builder, десять монет поселень та два жетони розвідників[3].